# Hans Danuser (Autor)
Hans «Hannes» Danuser (* 3. März 1924 in Flims; † 21. August 2017 in Landquart) war ein Schweizer Chronist, Onomastiker und Buchautor, der 2012 mit dem Preis der Stiftung Kreatives Alter von Hans Vontobel ausgezeichnet wurde.

## Leben
Hans Danuser verbrachte seine Jugendjahre grösstenteils im damals mehrheitlich noch romanischsprachigen Flims, wo er zusammen mit fünf Geschwistern aufwuchs und die Schule besuchte. Während der Sommerferien weilte er jeweils für 22 Wochen im Walserdorf Sapün im Schanfigg, um im Landwirtschaftsbetrieb seines Onkels als Knecht auszuhelfen. Nach dem Besuch des Bündner Lehrerseminars und weiteren Ausbildungen wurde er 1950 als Lehrer an die Sekundarschule Arosa gewählt, wo er in der Folge beinahe 40 Jahre lang wirkte und sich ein umfangreiches geschichtliches Wissen über die Region aneignete.
Neben seiner Lehrtätigkeit in naturwissenschaftlichen Fächern widmete sich der vielseitige Danuser zunächst dem Sport. So kam er als Orientierungsläufer zu diversen kantonalen Meistertiteln. Seine eigentliche Passion galt dem Alpinen Skilauf, in dem er sich als Nachwuchsförderer hervortat und etwa die Karrieren von Roger Staub, Werner Mattle oder Engelhard Pargätzi massgebend mitprägte. Auch drei seiner fünf eigenen Kinder schafften es bis in das Kader von Swiss-Ski. Unter der Führung Danusers erlebte der Skiclub Arosa, dem er von 1965 bis 1967 als Präsident auch formell vorstand, seine sportlich bis dato erfolgreichste Zeit. Darüber hinaus amtete er als langjähriger Trainer des Bündner Skiverbands und war ein Verfechter von internationalen Skirennen in der Region, was in den 1960er-Jahren zur Durchführung der Dreigipfelrennen an Weisshorn, Hörnli, Brüggerhorn und Schafrügg sowie in den 1970er und 1980er Jahren zur Veranstaltung der Weltcuprennen Arosa führte. Auch unterstützte er ab 1965 Fritz Tschannen bei der Schaffung eines Skisprungzentrums an der Plessurschanze, auf deren Aufsprunghang er zusätzlich eine Slalompiste herrichten liess.
Ungeachtet seiner Leidenschaft für präparierte Rennpisten setzte sich Danuser zunehmend gegen einen überbordenden, mechanisierten Skitourismus sowie die Baulandspekulation ein. So kämpfte er 1979/1980 nach anfänglicher Begeisterung gegen die Kandidatur Chur Graubünden zur Durchführung der Olympischen Winterspiele 1988 in Arosa, Chur, Laax und Lenzerheide. Als Gründungsmitglied des Vereins Für ein lebenswertes Arosa stellte er sich zudem gegen den überdimensionierten Ausbau des Skilifts Tschuggen Ost und die damit verbundene Verbreiterung der dortigen Waldschneise. Auch die zunehmende Einebnung des Skipistenuntergrundes in grossen Höhenlagen – etwa am Weisshorn – bereitete ihm wegen der Beeinträchtigung der kargen Pflanzenwelt Sorgen. Diese teils sehr leidenschaftlich geführten Engagements für den Natur- und Landschaftsschutz wurden bisweilen auch in der internationalen Presselandschaft, wie etwa vom Spiegel, wahrgenommen.
Seine publizistische Tätigkeit startete Hans Danuser 1988, als er 64-jährig zusammen mit dem Fotografen Rudolf Homberger sein erstes Buch, Arosa und das Schanfigg, veröffentlichte. Das reich bebilderte, über 180 Seiten starke Werk war die erste umfassende geschichtliche, gesellschaftliche und wirtschaftliche Präsentation dieses geografischen Raums seit über einem halben Jahrhundert. Es gilt auch heute noch als Standardwerk. Etwa zur selben Zeit begann Danuser unter seinem Rufnamen Hannes mit der regelmässigen Veröffentlichung von bedeutenden lokalhistorischen Ereignissen unter der Rubrik «Wie war’s damals?» in der Aroser Zeitung. Diese thematisch nicht in sich geschlossenen Artikel bildeten den Grundstock für die zwischen 1997 und 2004 im Eigenverlag erschienene, siebenbändige geschichtliche Zusammenstellung Arosa, wie es damals war. Auf fast 1700 Seiten fasste Danuser die Entwicklung Arosas vom Bergbauerndorf zum Weltkur- und Ferienort nach hauptsächlich chronologischen Kriterien zusammen.
Nach Beendigung dieses eigentlichen Hauptwerks verlegte Danuser seinen Tätigkeitsschwerpunkt auf die walserische und rätoromanische Namenforschung, insbesondere die lexikografische Erfassung der Orts- und Flurnamen in Arosa, Langwies und dem Mittelschanfigg, wobei er auf eigene umfangreiche Vorarbeiten für die Flurnamenkarte Arosa von 1993 zurückgreifen konnte. Für sein 2011 erschienenes Buch Aroser Orts- und Flurnamen, mit Einbezug des Welschtobels und einiger grenznaher Gebiete benachbarter Gemeinden wurde Hans Danuser am 30. Oktober 2012 im Kongresshaus Zürich mit dem seit 1990 alle zwei Jahre verliehenen und international ausgeschriebenen Preis der Stiftung Kreatives Alter ausgezeichnet.
Hans Danuser war verwitwet und lebte in Arosa und Ascona. Er litt zuletzt an fortgeschrittener Demenz und verbrachte seinen Lebensabend in einem Betagtenheim in Landquart.

## Auszeichnungen
- 2012: Preis der Stiftung Kreatives Alter

## Werke (Auswahl)
- Aroser Orts- und Flurnamen mit Einbezug des Welschtobels und einiger grenznaher Gebiete benachbarter Gemeinden. Eigenverlag Danuser, Arosa 2011, ISBN 3-905342-49-9.
- mit der Gemeinde Arosa (Hrsg.): Arosa in Kürze. 4. Auflage, Eigenverlag Gemeinde, Arosa 2005.
- Arosa – wie es damals war (1850–2003). Bde. 1–7, Eigenverlag Danuser, Arosa 1997–2004.
- mit dem SC Arosa (Hrsg.): 100 Jahre Skiclub Arosa 1903–2003. Eigenverlag SC Arosa, Arosa 2003.
- mit der Walser-Vereinigung Graubünden (Hrsg.): Alte Wege im Schanfigg. Verlag Walser-Vereinigung Graubünden, Splügen 1997.
- mit Jakob Jäger, Bündner Skiverband (Hrsg.): 75 Jahre Bündnerischer Skiverband BSV. Arosa 1994.
- mit Jürg Schmid: Flurnamenkarte Arosa. Arosa 1993.
- Skirennfahrer David Zogg. In: Bündner Jahrbuch. Band 31, Chur 1989, S. 69–75.
- mit Ruedi Homberger: Arosa und das Schanfigg. Eigenverlag Danuser/Homberger, Arosa 1988.